# Сколопендри
Сколопендрите (Scolopendra), наричани и стоножки (въпреки че са само част от тях), са род многоножки. 
Сколопендрата предпочита влагата и по-високата температура. Може да бъде забелязана по скалисти терени, под камъни, цепнатини, под корите на дървета, много често може да се срещне и в жилищни домове, вилни зони, водоизточници, включително канализационни мрежи. По-разпространена е в страните с тропичен климат.
Известни са различни видове Сколопендра. Scolopendra cingulata (средиземноморска сколопендра) e вид срещащ се във всички региони на България. Тя достига 10–25 см дължина и 1 см ширина. Тялото ѝ е кафеникаво, черно, червено или бежово с жълти, оранжеви, червени или (по-рядко) светлосини крака с ясно очертани правоъгълни сегменти. Броят им може да стигне до 350. Сред по-едрите сколопендри е гигантската сколопендра (Scolopendra Gigantea), разпространена в Южна Америка, на остров Пуерто Рико и на остров Ямайка и достигаща 25–35 см на дължина, а нейното тяло се състои от 21–23 секции, всяка от които е снабдена с двойка бързи ловки крака 2,5 см на височина. Гигантската сколопендра е бърза и много твърда благодарение на хитиновата си обвивка (но коремната й част е по-мека от гърба й).

## Сколопендрите, като отровни животни
Известни са, като отровни животни. Отровата им служи за отбрана и като средство за улавяне на плячката им. Бърз и ловък хищник, сколопендрата напада дъждовни червеи, насекоми и техните ларви. Захваща плячката си с крака и я ухапва с ногочелюстите си, пускайки невротоксин, който парализира жертвата. Главата на й е снабдена със здрави челюсти, пълни с отрова, с чиято помощ сколопендрата е способна да ловува животни, значително превъзхождащи я по размер, например прилепи, дребни гризачи, змии и дребни птици. Зрението на сколопендрата е неразвито: тя различава само светло и тъмно. Това я прави подозрителна и тя лесно напада в отговор на предполагаема заплаха, като чрез шиповете на опашката и челюстите впръсква в жертвата си отрова с паралитично действие.
Те представляват опасност и за хората. Всяка година по света, включително в България, има инциденти, свързани с ухапване от сколопендра. 
При ухапване е необходимо да се потърси медицинска помощ. То е силно болезнено, придружено със зачервяване и подуване на мястото. Най-честите оплаквания включват също посиняване около мястото на ухапването. Възможно е покачване на телесната температура, треска или алергична реакция.
Ако животното не може да бъде отстранено или неутрализирано без да бъде нападано или убивано, тогава това трябва да се направи с голяма предпазливост и с подходящи средства, както и да се внимава със сколопендрата, когато е (или само изглежда) умряла. Опасно е докосването на тялото ѝ с незащитени ръце. Добре е да бъде използвана пинцета с дълги рамена. 
При убиване на сколопендра е необходимо внимание и защото след удар с предмет, тези животни най-често симулират смърт (преструват се на умрели), като стоят неподвижно, а при следващ удар – атакуват. Необходимо е използването на огън или остър предмет, за да бъде сколопендрата обездвижена и разчленена. Могат да бъдат използвани и спрей за насекоми (смятан за много ефективен), белина или други почистващи препарати (които често са особено токсични).

## Размножаване
Сколопендрите слаб полов диморфизъм. Разпознаването на пола на жива сколопендра е много трудно. Най-общите признаци са по-дълъг последен чифт крака при мъжките, женските са малко по-масивни и дебели. 
Брачният танц между сколопендрите продължава дълго време преди копулацията. В края на играта мъжкият екземпляр отделя секрет, върху който, след като той засъхне, отлага сперматофор, който женската поема в половото си отверстие, помагайки си с краката. Около 4 седмици по-късно тя снася от 15 до 30 яйца и се увива около тях неподвижно, за да ги пази на топло и влажно през следващите няколко седмици. През този период тя няма възможност да се храни. След като се излюпят, малките сколопендри остават при майката още известно време, преди да се разпръснат.

## Отглеждане
Всички гигантски стоножки имат отровна захапка. Необходимо е да бъде подхождано към тях с внимание и респект. Необходима е сигурност, че са налице достатъчно познания.
Хранят се както с жива, така и с мъртва храна. За храна стават всички сухоземни безгръбначни с подходящ размер – щурци, скакалци, хлебарки, брашнени червеи и др. Също така ядат парченца плодове – банани, праскови, месести тропически плодове. Въпреки че дребни гущери и гризачи са от обичайните им плячки, в терариумни условия е по-добре да се избягват, тъй като могат да нанесат тежки, дори смъртоносни травми на стоножката. Прехранването (прекомерното хранене) е по-вредно от гладуването. Ако сколопендрата е все още „бебе“, най-добра храна са мъртви щурчета на всеки 2-3 дена. За млади екземпляри 2-3 средно големи щуреца седмично са предостатъчни. Седмичната дажба за възрастно животно е една голяма хлебарка или скакалец, респ. няколко едри щуреца.